# Jenna Marbles

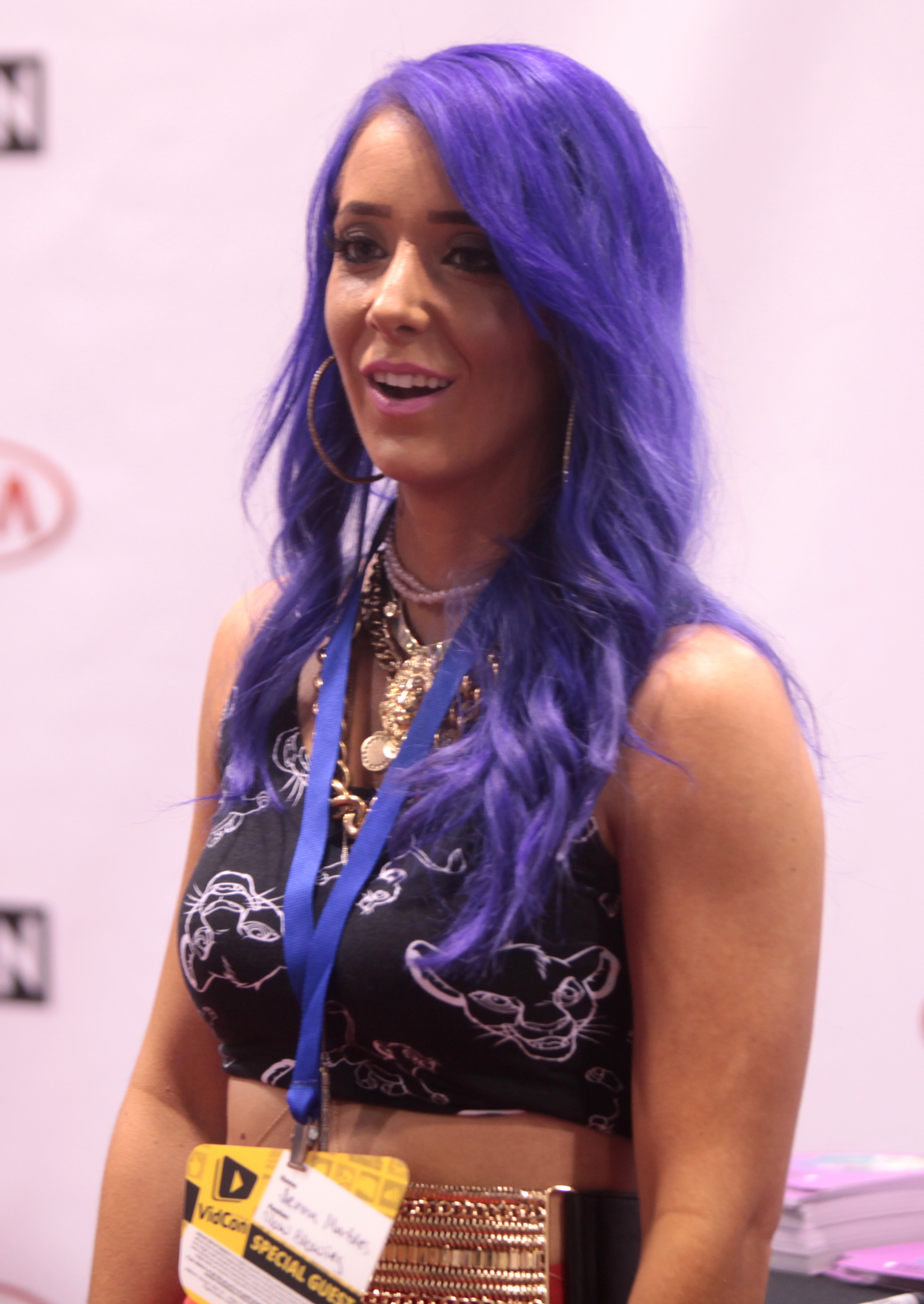
Jenna Marbles, 2014.

Jenna Nicole Mourey, mer känd som Jenna Marbles, född 15 september 1986 i Rochester i New York, är en amerikansk YouTube-personlighet, vloggare, komiker och skådespelerska. I januari 2020 hade hennes YouTube-kanal över 3,4 miljarder visningar och 20,1 miljoner prenumeranter.[källa behövs] Från och med 3 juli 2006 och 45 dagar framåt var hennes kanal den som hade flest prenumeranter på Youtube.
Den 25 juni 2020 laddade Mourey upp en YouTube-video, där hon ber om ursäkt för tidigare kränkande kommentarer och blackface och uppgav att hon skulle ta ett obestämt uppehåll från sin YouTube-kanal.

## Biografi
Jenna Marbles är född och uppväxt i Rochester i New York. År 2004 gick hon ur Brighton High School och flyttade därefter till Boston och började på Suffolk University där hon avlade kandidatexamen i psykologi. Hon har därefter avlagt masterexamen i sportpsykologi och rådgivning (Sport Psychology and Counseling) vid Boston University.

## Karriär
2010 gjorde Marbles en video som heter "How To Trick People Into Thinking You're Good Looking" som fick 5,3 miljoner visningar på en vecka.